# FK Kumanovo
GFK Kumanovo (makedonski: ГФК Куманово) nogometni je klub iz Kumanova, Sjeverna Makedonija. Trenutačno se natječe u sjevernoj skupini makedonske treće lige.
U 1940-im godinama klub je uzeo ime 11. oktomvri, u čast Dana ustanka naroda Makedonije.

## Povijest
Klub je osnovan 1924. godine i u sezoni 1970./71. osvojio je Republičku ligu. Klub je od osamostaljenja bio u Drugoj ligi do sezone 1999./00. kada je debitirao u Prvoj ligi. Te je sezone odmah ispao i nakon jedne sezone se u Drugoj ligi ponovno izborio za promociju, ovaj put u trajanju od dvije uzastopne sezone. Kumanovo je provelo ukupno 3 sezone u 1. MFL i osvojio 2. MFL u dva navrata. U sezoni 2003./04. ispao je iz 3. MFL Sjever, a u sezoni 2006./07. prestao je sudjelovati na polusezoni. Nakon dvije sezone klub se reaktivirao u lokalnoj četvrtoligaškoj skupini, ali samo na dvije sezone. U sezoni 2012./13. pojavio se novi subjekt pod nazivom Kumanovo 2006, ali nikada nije uspio proći Četvrtu ligu i nakon 5 sezona prestao je postojati.
Kumanovo je ponovno aktivirano u siječnju 2023. kao rezultat spajanja klubova Studena Voda iz obližnjih Dobrošana, Kumanovo 2012 i omladinske akademije Eurosport-Vardar u GFK Kumanovo.

## Uspjesi
- Makedonska republička nogometna liga: 1948./49., 1970./71.

- Druga makedonska nogometna liga: 1998./99., 2000./01.

## Vanjske poveznice
- Stranica kluba na macedonianfootball.com
- Stranica navijača – Arhivirana 7. rujna 2012.